# Сточек (Ґарволінський повіт)
Сточек (пол. Stoczek) — село в Польщі, у гміні Гарволін Ґарволінського повіту Мазовецького воєводства.
Населення — 220 осіб (2011).
У 1975-1998 роках село належало до Седлецького воєводства.

## Демографія
Демографічна структура станом на 31 березня 2011 року:
|          | Загалом | Допрацездатний вік | Працездатний вік | Постпрацездатний вік |
| -------- | ------- | ------------------ | ---------------- | -------------------- |
| Чоловіки | 114     | 26                 | 78               | 10                   |
| Жінки    | 106     | 26                 | 57               | 23                   |
| Разом    | 220     | 52                 | 135              | 33                   |